# Cooleyhighharmony
Cooleyhighharmony — дебютный альбом американского вокального квартета Boyz II Men, вышедший в 1991 году.

## Об альбоме
Исполнительный продюсер Michael Bivins, который входил в состав таких групп, как: New Edition и Bell Biv DeVoe, приложил немало усилий для успеха дебютного альбома, а также синглов «Motownphilly» и «It's So Hard to Say Goodbye to Yesterday» — кавер на песню из саундтрека «Cooley High», посвящённый памяти тур-менеджеру группы Khalil Roundtree, который был убит в Чикаго в 1992.
Cooleyhighharmony дебютировал в чарте Billboard 200 на 58 месте, но спустя месяц занял 3 строчку чарта в Соединённых Штатах и 7 — в Великобритании. В 1993 году альбом был переиздан и включал в себя несколько новых треков и ремиксов, а также хит #1 — сингл «End of the Road» саундтрека к фильму «Бумеранг».
В октябре 2004 года песня «Motownphilly» появилась в популярной компьютерной игре «Grand Theft Auto: San Andreas». Песня проигрывалась исключительно на Нью-джек-свинг радиостанции CSR 103.9.

## Список композиций

### Стандартная версия
1. «Please Don’t Go» — 4:26
2. «Lonely Heart» — 3:42
3. «This Is My Heart» — 3:26
4. «Uhh Ahh» — 3:51
5. «It's So Hard to Say Goodbye to Yesterday» — 2:51
6. «Motownphilly» — 3:55
7. «Under Pressure» — 4:15
8. «Sympin'» — 4:25
9. «Little Things» — 4:04
10. «Your Love» — 5:50

### Переиздание
1. «Al Final del Camino (End of the Road)» [Spanish Version] — 5:52
2. «Please Don’t Go» — 4:26
3. «Lonely Heart» — 3:42
4. «This Is My Heart» — 3:26
5. «Uhh Ahh» [Sequel Version] — 4:16
6. «It's So Hard to Say Goodbye to Yesterday» — 2:51
7. «In the Still of the Night (I’ll Remember)» — 2:53
8. «Motownphilly» [Remix Radio Edit] — 3:52
9. «Under Pressure» — 4:15
10. «Sympin'» [Remix Radio Edit]
11. «Little Things» — 4:04
12. «Your Love» — 5:50
13. «Motownphilly» [Original Version] — 3:55
14. «Sympin'» [Original Version] — 4:25
15. «Uhh Ahh» [Original Version] — 3:51
16. «It's So Hard to Say Goodbye to Yesterday» [Radio Edit] — 3:09
17. «End of the Road» [LP Version] — 5:52